# Aboim, Felgueiras, Gontim e Pedraído
Aboim, Felgueiras, Gontim e Pedraído (oficialmente: União de Freguesias de Aboim, Felgueiras, Gontim e Pedraído) é uma freguesia portuguesa do município de Fafe, com 25,68 km² de área e 773 habitantes (censo de 2021). A sua densidade populacional é 30,1 hab./km².

## História
Foi constituída em 2013, no âmbito de uma reforma administrativa nacional, pela agregação das antigas freguesias de Aboim, Felgueiras, Gontim e Pedraído e tem a sede na Avenida da Igreja em Aboim.

## Demografia
A população registada nos censos foi:
| Distribuição da População por Grupos Etários | Distribuição da População por Grupos Etários | Distribuição da População por Grupos Etários | Distribuição da População por Grupos Etários | Distribuição da População por Grupos Etários | Distribuição da População por Grupos Etários |
| -------------------------------------------- | -------------------------------------------- | -------------------------------------------- | -------------------------------------------- | -------------------------------------------- | -------------------------------------------- |
| Antes da agregação                           |                                              |                                              |                                              |                                              |                                              |
| Ano                                          | 0-14 anos                                    | 15-24 anos                                   | 25-64 anos                                   | >= 65 anos                                   | Total                                        |
| 2001                                         | 151                                          | 142                                          | 465                                          | 243                                          | 1001                                         |
| 2011                                         | 110                                          | 93                                           | 392                                          | 231                                          | 826                                          |
| Após a agregação                             |                                              |                                              |                                              |                                              |                                              |
| Ano                                          | 0-14 anos                                    | 15-24 anos                                   | 25-64 anos                                   | >= 65 anos                                   | Total                                        |
| 2021                                         | 61                                           | 82                                           | 385                                          | 245                                          | 773                                          |